# Rolf Thissen
Rolf Thissen (* 3. Juni 1948 in Aachen; † 18. November 2014) war ein deutscher Journalist, Filmkritiker, Dokumentarfilmer, Autor und Übersetzer.

## Leben
Thissen engagierte sich während des Studiums an der TH Aachen im studentischen Filmclub. Bald folgten eigene Experimental-Filme. Sein 1969 gedrehter Kurzfilm On the Road Again lief bei den Internationalen Kurzfilmtagen Oberhausen.
1976 begann er eine Tätigkeit als Filmkritiker in der Redaktion des Kölner Stadt-Anzeiger. 1980 zog er nach München und war fortan als freischaffender Journalist tätig. Er schrieb unter anderem für tip und die Abendzeitung und war auch für das BR-Magazin KinoKino tätig.
Von 1983 bis 1993 betrieb Thissen mit Bodo Fründt die Filmproduktionsfirma Nord-Süd-Film. Dort produzierten beide unter anderem für das ZDF zur Sendereihe Filmforum Dokumentarfilme über Regisseure wie Francis Ford Coppola, Michael Cimino und Martin Scorsese. Schließlich erhielten beide mit dem halbstündigen Film- und Fernsehmagazin Aus unseren Ateliers auch eine eigene Sendereihe.  Parallel war er als Projektentwickler und PR-Manager bei Filmproduktionen wie Rossini – oder die mörderische Frage, wer mit wem schlief oder Das Experiment engagiert.
Thissen verfasste unter anderem für die Heyne Filmbibliothek zahlreiche Bücher über verschiedene Schauspieler und Regisseure. Außerdem übersetzte er mehrere Filmbücher englischsprachiger Autoren ins Deutsche. Eine geplante Biographie über Leni Riefenstahl, in der Thissen sein „Meisterstück“ sah, wurde vom Verlag kurz vor Drucklegung gestoppt, da zwischenzeitlich Riefenstahls Memoiren erschienen waren.
Thissen erlag im November 2014 einer Krebserkrankung. Er hinterließ seine langjährige Lebensgefährtin, deretwegen er 2010 wieder nach Nordrhein-Westfalen gezogen war, sowie eine Tochter aus einer früheren Beziehung.

## Filmografie (Auswahl)
- 1969: On the Road Again (Kurzfilm)
- 1989: Wunderbare Visionen auf dem Weg zur Hölle – Das Kino und die Kämpfe des Martin Scorsese (Dokumentarfilm)
- 1993: Filmforum – Was Sie schon immer über Sex wissen sollten – Zur Geschichte des deutschen Aufklärungsfilms (Dokumentarfilm)

## Schriften
- mit Leo Phelix: Pioniere und Prominente des modernen Sexfilms. Goldmann Verlag, München 1983, ISBN 3-442-10219-7, S. 348.
- Russ Meyer – Der König des Sexfilms. (= Heyne Filmbibliothek. Nr. 87). Wilhelm Heyne Verlag, München 1985, ISBN 3-453-86087-X.
- Heinz Erhardt und seine Filme. (= Heyne Filmbibliothek. Nr. 89). Wilhelm Heyne Verlag, München, 1986, ISBN 3-453-86089-6, S. 239.
- Howard Hawks. Seine Filme – sein Leben. (= Heyne Filmbibliothek. Nr. 110). Wilhelm Heyne Verlag, München 1987, ISBN 3-453-00123-0.
- Eddie Constantine. Seine Filme – sein Leben. (= Heyne Filmbibliothek. Nr. 151). Wilhelm Heyne Verlag, München 1994, ISBN 3-453-04629-3.
- 100 Jahre Film: Zahlen, Fakten, Mythen. (= Heyne Filmbibliothek. Nr. 182). Wilhelm Heyne Verlag, München 1995, ISBN 3-453-09059-4.
- Sex (v)erklärt – Der deutsche Aufklärungsfilm. (= Heyne Filmbibliothek. Nr. 220). Wilhelm Heyne Verlag, München 1995, ISBN 3-453-09005-5.
- Stanley Kubrick – Der Regisseur als Architekt. (= Heyne Filmbibliothek. Nr. 274). Wilhelm Heyne Verlag, München 1999, ISBN 3-453-16495-4.
- Veronica Ferres. Facetten eines Stars. Wilhelm Heyne Verlag, München 1999, ISBN 3-453-15356-1.